# Rissopsetia hummelincki
Rissopsetia hummelincki är en snäckart som beskrevs av Faber 1984. Rissopsetia hummelincki ingår i släktet Rissopsetia och familjen Pyramidellidae. Inga underarter finns listade i Catalogue of Life.